# Napoca (păianjen)
Napoca este un gen de păianjeni din familia Salticidae (păianjeni săltăreți), subfamilia Dendryphantinae, descris de Eugène Simon în 1901.
Genul cuprinde două specii:
- Napoca constanzeae - Spania
- Napoca insignis - Israel